# Ларин, Владимир Иванович
Влади́мир Ива́нович Ла́рин (15 мая 1948, Москва, СССР — 17 октября 1995, Москва, Россия) — советский футболист, полузащитник. Мастер спорта.

## Биография
Начинал играть в футбольной школе московского «Динамо», первый тренер — Е. Ф. Байков. С 1965 года выступал за дубль. Обладал сильнейшим ударом, болельщики называли его «Ларин — порви сетку». В первом круге чемпионата СССР 1970 года в матче с ЦСКА (1:0) забил гол вратарю армейцев Леониду Шмуцу с середины поля, поставив крест на его карьере в сборной страны.
В июне 1967 года перешёл в московский «Локомотив», в его составе дебютировал в чемпионате СССР 8 ноября 1967 года в матче против ростовского СКА. Всего сыграл за железнодорожников 4 игры.
В 1968 году вернулся в «Динамо» и стал основным игроком, сыграл за сезон 20 матчей и забил 10 голов и был признан лучшим дебютантом сезона. В матче с кировабадским «Динамо» 30 октября 1968 года забил четыре мяча. В 1969 году провёл 25 матчей, забив 8 мячей. По итогам того первенства Ларин был включён в список 33 лучших футболистов сезона под № 3. В 1970 стал обладателем Кубка СССР. В сезоне 1971/72 Кубка кубков сыграл один матч. В ходе сезона 1971 года потерял место в основном составе клуба, так как набрал лишний вес и имел проблемы с режимом, в оставшихся сезонах выступал за дубль. Всего в составе «Динамо» сыграл 70 матчей и забил 22 гола в высшей лиге, 8 матчей (2 гола) в Кубке СССР и 41 матч (15 голов) в неофициальных играх. В составе дубля провёл 132 матча и забил 38 голов.
В 1973 году отыграл половину сезона в вологодском «Динамо», после чего завершил карьеру.

## Достижения

### Командные
«Динамо» Москва
- Обладатель Кубка СССР: 1970

### Личные
- В списке 33 лучших футболистов сезона в СССР: № 3 (1969)
- Лучший дебютант сезона: 1968